# Cửu Nhĩ cung
Cửu Nhĩ cung (久邇宮 Kuni-no-miya) là một trong những nhánh họ lâu đời thứ hai (ōke) của Hoàng gia Nhật Bản, với dòng họ gốc là Phục Kiến cung, là nhánh họ lâu đời nhất trong bốn nhánh của Hoàng tộc, cung cấp những người kế vị ngai vàng Hoa cúc nếu dòng dõi chính không có người thừa kế.
Nhánh Cửu Nhĩ cung được thành lập vào năm 1871 bởi Thân vương Asahiko, con trai thứ tư của Thân vương Fushimi Kuniye, con trai nuôi của Thiên hoàng Ninkō và sau đó là cố vấn thân cận của Thiên hoàng Kōmei và Thiên hoàng Meiji. Ông là ông cố của vị Thiên hoàng hiện tại, Akihito.
Vào ngày 14 tháng 10 năm 1947, Vương tước Kuni Asaakira và hậu duệ của ông mất địa vị Hoàng gia và trở thành công dân bình thường, do sự chiếm đóng của Mỹ đối với các nhánh tài sản thế chấp của Hoàng gia Nhật Bản.
Tư dinh Cửu Nhĩ cung nằm ở Azabu, Tokyo. Địa điểm này hiện đang thuộc quyền sở hữu của Trường Đại học Thánh Tâm. 
|   | Tên                                                                   | Sinh | Kế nhiệm | Nghỉ hưu | Qua đời | Ghi chú |
| - | --------------------------------------------------------------------- | ---- | -------- | -------- | ------- | --- |
| 1 | Thân vương Kuni Asahiko (久邇宮 朝彦親王 Kuni-no-miya Asahiko shinnō) | 1824 | 1863     | .        | 1891    | trở thành Thân vương vào năm 1871. Con trai của Hoàng đế Ninkō, con trai thứ tư của Hoàng tử Fushimi Kuniye. |
| 2 | Vương tước Kuni Kuniyoshi (久邇宮 邦彦王 Kuni-no-miya Kuniyoshi ō)    | 1873 | 1891     | .        | 1929    | cha của Hương Thuần Hoàng hậu                                                                                |
| 3 | Vương tước Kuni Asaakira (久邇宮 朝融王 Kuni-no-miya Asaakira ō)      | 1901 | 1929     | .        | 1959    | |
| 4 | Kuni Kuniaki (久邇 邦昭)                                              | 1929 | 1959     | .        | .       | |